# Баия (футбольный клуб)
«Баи́я» (порт. Esporte Clube Bahia, португальское произношение: [isˈpɔʁtʃi ˈklubi baˈi.ɐ]) — бразильский футбольный клуб из города Салвадор, штат Баия. Клуб является одним из двух грандов своего штата (наряду с «Виторией»), сооснователь Клуба Тринадцати, организации самых популярных и титулованных клубов Бразилии. Согласно решению Конфедерации футбола Бразилии от декабря 2010 года, «Баия», как победитель первого розыгрыша старого Кубка Бразилии, была признана и первым чемпионом Бразилии.

## История
Клуб был основан 1 января 1931 года игроками двух клубов, не захотевших становиться профессиональными — «Associação Atlética da Bahia» и «Баияно де Тенис». Их девизом стала фраза «Nascido para vencer» («Рождённые побеждать»). И первый же матч Баия выиграла у сильнейшей в те времена команды штата «Ипиранга» — 2:0. В том же 1931 году «Баия» с ходу стала чемпионом штата. «Баия» с 49 чемпионствами намного опережает вторую команду штата «Виторию» (29 титулов) и является второй командой Бразилии по количеству выигранных чемпионатов штата после АБС Натал. Однако рейтинг Лиги Баияно (9 место в 2018 году) выше, чем у Лиги Потигуар (13 место), где играет АБС.
В 1957 году «Баия» впервые в своей истории посетила СССР, где провела серию матчей против именитых советских команд — 5 июня против московского «Торпедо» (победа 2:1), 8 июня против ленинградского «Зенита» (поражение 3:4), 11 июня против минского «Спартака» (ничья 1:1), 15 июня против кишинёвского «Буревестника» (победа 1:0), 18 июня против московского «Локомотива» (ничья 2:2), 22 июня против куйбышевских «Крыльев Советов» (победа 2:1), 25 июня против харьковского «Авангарда» (ничья 0:0) и 28 июня против киевского «Динамо» (поражение 1:3).
В 1959 году «Баия» выиграла первый розыгрыш Кубка Бразилии, обыграв легендарный «Сантос» с Пеле. Впоследствии КБФ признала «Баию» первым чемпионом Бразилии. В 1960 году «Баия», соответственно, стала первым представителем Бразилии в Кубке Либертадорес. В 1988 году «Баия» выиграла свой первый официальный чемпионат Бразилии, ещё раз подтвердив неслучайность своего статуса сооснователя Клуба Тринадцати.
В начале XXI века команду потряс серьёзный кризис, в 2005 году команда опустилась в Серию С. В 2006 году их соперникам, «Витории», удалось вернуться в Серию Б, а «Баии» пришлось ещё один сезон провести в Серии С. В 2007 году обе команды шагнули на одну ступеньку вверх — «Витория» вышла в Серию А, а «Баия» вернулась в Серию B.
По итогам 2010 года «Баия», заняв третье место в Серии B, наконец, добилась возвращения в элитный дивизион чемпионата Бразилии.
Согласно данным двух исследовательских институтов (Ibope и Datafolha), опубликовавших результаты своих исследований в 2004 и 2006 годах соответственно, за «Баию» болеет 2 миллиона человек (13-й показатель в Бразилии, лучший среди всех клубов страны вне первой четвёрки штатов). «Баия» — первый бразильский клуб, выигравший общебразильское официальное клубное соревнование — Кубок (Чашу) Бразилии 1959 года. По этой причине команду иногда называют первым бразильским чемпионом.

## Стадион

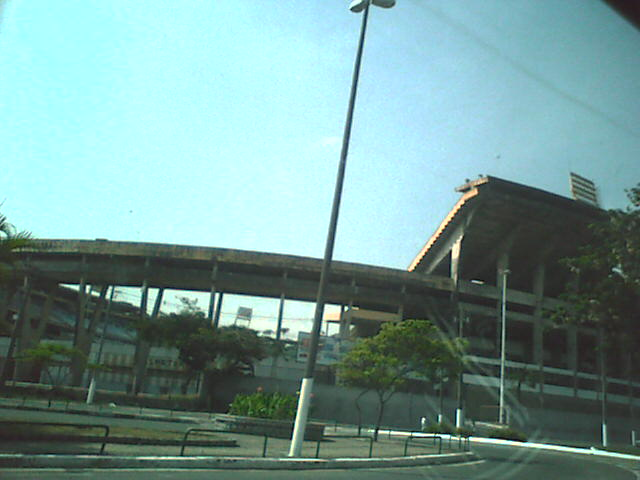
Старый стадион «Фонте-Нова» перед сносом

С 1951 по 2007 год «Баия» выступала на стадионе «Фонте-Нова», с которым связаны все успехи клуба. Но в ноябре 2007 года случилась трагедия — в результате обрушения нескольких трибун погибли 7 человек и более 30 получили ранения. После этого руководство штата постановило снести старый стадион. Некоторое время клуб проводил домашние матчи на стадионе «Армандо Оливейра» в городе Камасари, в 40 километрах от Салвадора и на стадионе «Питуасу».
В апреле 2013 года состоялось открытие нового стадиона «Фонте-Нова» построенного на месте старого одноимённого стадиона. С тех пор именно здесь «Баия» проводит свои домашние матчи.

## Достижения
- Чемпион штата Баия (51): 1931, 1933, 1934, 1936, 1938, 1940, 1944, 1945, 1947, 1948, 1949, 1950, 1952, 1954, 1956, 1958, 1959, 1960, 1961, 1962, 1967, 1970, 1971, 1973, 1974, 1975, 1976, 1977, 1978, 1979, 1981, 1982, 1983, 1984, 1986, 1987, 1988, 1991, 1993, 1994, 1998, 2001, 2012, 2014, 2015, 2018, 2019, 2020, 2023, 2025
- Чемпион Бразилии (2): 1959, 1988
- Обладатель Кубка Нордесте (4): 2001, 2002, 2017, 2021
- Финалист Кубка Нордесте (5): 1997, 1999, 2015, 2018, 2020

## Статистика выступлений с 2001 года
| Сезон | Уровень | Турнир  | Место | И  | В  | Н  | П  | ГЗ | ГП | Очки |
| ----- | ------- | ------- | ----- | -- | -- | -- | -- | -- | -- | ---- |
| 2001  | 1       | Серия A | 8     | 28 | 13 | 7  | 8  | 43 | 38 | 46   |
| 2002  | 1       | Серия A | 19    | 25 | 8  | 6  | 11 | 35 | 37 | 30   |
| 2003  | 1       | Серия A | 24    | 46 | 12 | 10 | 24 | 59 | 92 | 46   |
| 2004  | 2       | Серия B | 4     | 35 | 18 | 7  | 10 | 53 | 38 | 61   |
| 2005  | 2       | Серия B | 18    | 21 | 7  | 4  | 10 | 28 | 33 | 25   |
| 2006  | 3       | Серия C | 6     | 32 | 16 | 4  | 12 | 52 | 51 | 52   |
| 2007  | 3       | Серия C | 2     | 32 | 18 | 9  | 5  | 63 | 31 | 63   |
| 2008  | 2       | Серия B | 10    | 38 | 14 | 10 | 14 | 47 | 65 | 52   |
| 2009  | 2       | Серия B | 12    | 38 | 14 | 9  | 15 | 52 | 53 | 51   |
| 2010  | 2       | Серия B | 3     | 38 | 19 | 8  | 11 | 63 | 44 | 65   |
| 2011  | 1       | Серия A | 14    | 38 | 11 | 13 | 14 | 43 | 49 | 46   |
| 2012  | 1       | Серия A | 15    | 38 | 11 | 14 | 13 | 37 | 41 | 47   |
| 2013  | 1       | Серия A | 12    | 38 | 12 | 12 | 14 | 37 | 45 | 48   |
| 2014  | 1       | Серия A | 18    | 38 | 9  | 10 | 19 | 31 | 43 | 37   |
| 2015  | 2       | Серия B | 9     | 38 | 15 | 13 | 10 | 48 | 41 | 58   |
| 2016  | 2       | Серия B | 4     | 38 | 18 | 9  | 11 | 57 | 34 | 63   |
| 2017  | 1       | Серия A | 12    | 38 | 13 | 11 | 14 | 50 | 48 | 50   |
| 2018  | 1       | Серия A | 11    | 38 | 12 | 12 | 14 | 39 | 41 | 48   |
| 2019  | 1       | Серия A | 14    | 38 | 12 | 8  | 18 | 48 | 59 | 44   |
| 2020  | 1       | Серия A | 11    | 38 | 12 | 13 | 13 | 44 | 43 | 49   |
| 2021  | 1       | Серия A | 18    | 38 | 11 | 10 | 17 | 42 | 51 | 38   |

## Рекордсмены
По количеству матчей
- Баияко — рекордсмен клуба по количеству сыгранных матчей (448)[13]

Бомбардиры (более 100 голов)
1. Карлито — 253
2. Дуглас — 211
3. Ами́лтон — 154
4. Уэслей — 140
5. Озни Лопес — 138
6. Марсело Рамос — 128
7. Раймундо Нонато — 125
8. Варета — 121
9. Аленкар — 116
10. Бириба — 113
11. Изалтино — 112
12. Бейжока — 106

## Известные игроки
Ниже представлен список «Идолов» на крупнейшем сайте болельщиков «Баии»
- Вр Леонардо Кардозо (1958—1968)
- Вр Роналдо Пасос (1979—1990)
- Защ Антонио Леоне (1956—196?)
- Защ Висенте Аренари (1956—1962)
- Защ Бето (1959—1960)
- Защ Перивалдо (1975—1977)
- Защ Роберто Ребоусас (1963—1967; 1970—1977)
- Защ Сапатан (1970—1971; 1973—1980)
- Защ Флорисвалдо (1955—1967)
- Защ Энрикан (1957—1967)
- ПЗ Баияко (1967—1980)
- ПЗ Дуглас (1972—1979)
- ПЗ Раймундо Нонато (1984—1989)
- ПЗ Пауло Родригес (1988—1992)
- ПЗ Элисеу Годой (1967; 1969; 1971—1972)
- Нап Аленкар (1959—1961; 1967—1968)
- Нап Ами́лтон (1957—1965)
- Нап Бейжока (1969—1970; 1975—1977; 1978)
- Нап Бириба (1954—1968)
- Нап Варета (1935—1936; 1938—1941)
- Нап Жезун Габриэл (1976; 1977—1978)
- Нап Зе Карлос (1986—1989)
- Нап Карлито (1946—1959)
- Нап Лео Брилья (1959—1960)
- Нап Марито (1953—1963)
- Нап Марсело Рамос (1991—1994; 2008)
- Нап Озни Лопес (1978; 1980; 1982—1984)
- Нап Раймундо Нонато (1998—2003; 2007)
- Нап Хосе Санфилиппо (1968—1971)
- Нап Уэслей (1991—1994; 1998—1999; 1999—2000; 2005)
- Нап Шарлес Фабиан (1988—1989; 1990; 1994—1996)